# MW-50
MW-50 (Metanol-Wasser 50/50) var en kylkomponent för inluften som användes för att förbättra motoreffekten på tyska flygplan under andra världskriget.
Komponenten injicerar en vätska bestående av 50% vatten och 50% metanol. Komponenten sänker temperaturen på luften in till cylindrarna eller turbinmotorns kompressor. Den sänkta temperaturen ökar tätheten på luften, det vill säga syremängden per liter luft blir högre. Detta gör att mer bränsle tillsätts av bränslesystemet, och effekten kan öka med upp till 20-30 %. Då mängden vätska är begränsad, används denna typ av system vid start med tung last på varma och/eller högt belägna flygplatser, eller som extra reserveffekt i stridssituationer då detta krävdes. Metanolens uppgift var främst att förhindra frysning av vattnet. 